# Cozmoz
Cozmoz, barnserie på TV med Ola Ström och Per Dunsö. Det sändes i Sveriges Television TV2 under senhösten 1989 i 8 avsnitt à 30 minuter.

## Handling
Två utomjordingar, Coz och Moz, får fel på karburatorn i sitt rymdskepp och kraschlandar vid en skola som råkar ha rymdtema den här terminen. Alla möjliga förväxlingar uppstår, SkyPo (Säpo-parodi) är ute efter rymdvarelserna men jagar fel personer, osv osv.
Ett gäng originella melodier ingår, som "En kopp kaffe".